# Дуэ, Томас
То́мас Ду́э (норв. Thomas Due; род. 14 марта 1971, Тронхейм) — норвежский кёрлингист.
Призёр чемпионатов мира и Европы среди мужчин. Шестикратный чемпион Норвегии среди мужчин.

## Достижения
- Чемпионат мира по кёрлингу среди мужчин: бронза (2006, 2008).
- Чемпионат Европы по кёрлингу: серебро (2007, 2008), бронза (2002).
- Чемпионат Норвегии по кёрлингу среди мужчин: золото (1998, 2000, 2003, 2004, 2006, 2007), серебро (2012).
- Чемпионат мира по кёрлингу среди юниоров: бронза (1988).

## Команды
| Сезон   | Четвёртый          | Третий             | Второй             | Первый                 | Запасной                                                         | Турниры                                          |
| ------- | ------------------ | ------------------ | ------------------ | ---------------------- | ---------------------------------------------------------------- | ------------------------------------------------ |
| 1987—88 | Томас Ульсруд      | Томас Дуэ          | Krister Aanesen    | Mads Rygg              |                                                                  | ЧМЮ 1988                                         |
| 1990—91 | Томас Дуэ          | Торгер Нергор      | Mads Rygg          | Йохан Хёстмелинген     | Krister Aanesen                                                  | ЧМЮ 1991 (8 место)                               |
| 1991—92 | Томас Дуэ          | Торгер Нергор      | Mads Rygg          | Йохан Хёстмелинген     | Томас Ульсруд                                                    | ЧМЮ 1992 (8 место)                               |
| 1996—97 | Томас Ульсруд      | Томас Дуэ          | Торгер Нергор      | Йохан Хёстмелинген     |                                                                  |                                                  |
| 1997—98 | Томас Ульсруд      | Йохан Хёстмелинген | Томас Дуэ          | Торгер Нергор          | Рольф Андреас Лаутен                                             | ЧЕ 1997 (7 место)                                |
| 1997—98 | Томас Ульсруд      | Томас Дуэ          | Торгер Нергор      | Йохан Хёстмелинген     | Рольф Андреас Лаутен                                             | ЧНМ 1998 · ЧМ 1998 (5 место)                     |
| 1999—00 | Томас Ульсруд      | Томас Дуэ          | Торгер Нергор      | Йохан Хёстмелинген     |                                                                  | ЧНМ 2000                                         |
| 2000—01 | Томас Ульсруд      | Торгер Нергор      | Томас Дуэ          | Йохан Хёстмелинген     | Флемминг Давангер тренер: Оле Ингвальдсен                        | ЧЕ 2000 (5 место)                                |
| 2001—02 | Oystein Sorum      | Томас Дуэ          | Kenneth Andersen   | Hallvard Sorum         |                                                                  |                                                  |
| 2002—03 | Томас Ульсруд      | Торгер Нергор      | Томас Дуэ          | Йохан Хёстмелинген     | Томас Лёвольд (ЧЕ) тренер: Оле Ингвальдсен (ЧЕ)                  | ЧЕ 2002 · ЧНМ 2003                               |
| 2003—04 | Томас Ульсруд      | Торгер Нергор      | Томас Дуэ          | Ян Торесен             | Томас Лёвольд тренер: Оле Ингвальдсен                            | ЧЕ 2003 (5 место)                                |
| 2003—04 | Томас Ульсруд      | Торгер Нергор      | Томас Дуэ          | Teltton Hest           |                                                                  |                                                  |
| 2003—04 | Йохан Хёстмелинген | Томас Дуэ          | ?                  | ?                      |                                                                  | ЧНМ 2004                                         |
| 2004—05 | Томас Ульсруд      | Торгер Нергор      | Томас Дуэ          | Ян Торесен             |                                                                  |                                                  |
| 2005—06 | Томас Ульсруд      | Торгер Нергор      | Томас Дуэ          | Ян Торесен             | Кристофер Све (ЧМ) тренер: Оле Ингвальдсен (ЧМ)                  | ЧНМ 2006 · ЧМ 2006                               |
| 2006—07 | Томас Ульсруд      | Торгер Нергор      | Томас Дуэ          | Ян Торесен             | Кристофер Све                                                    |                                                  |
| 2006—07 | Томас Ульсруд      | Торгер Нергор      | Томас Дуэ          | Ян Торесен             | Петтер Моэ (ЧЕ), Томас Лёвольд (ЧМ) тренер: Оле Ингвальдсен (ЧМ) | ЧЕ 2006 (5 место) · ЧНМ 2007 · ЧМ 2007 (8 место) |
| 2007—08 | Тормод Андреассен  | Томас Дуэ          | Челль Берг         | Ян Торесен             |                                                                  |                                                  |
| 2007—08 | Томас Ульсруд      | Торгер Нергор      | Кристофер Све      | Ховард Вад Петерссон   | Томас Дуэ тренер: Оле Ингвальдсен                                | ЧЕ 2007 · ЧМ 2008                                |
| 2008—09 | Томас Ульсруд      | Торгер Нергор      | Кристофер Све      | Ховард Вад Петерссон   | Томас Дуэ тренер: Оле Ингвальдсен                                | ЧЕ 2008                                          |
| 2008—09 | Томас Дуэ          | Тормод Андреассен  | Челль Берг         | Hans Roger Toemmervold |                                                                  |                                                  |
| 2009—10 | Томас Дуэ          | Oystein Sorum      | Сандер Рёлвог      | Магнус Недреготтен     |                                                                  |                                                  |
| 2010—11 | Томас Дуэ          | Oystein Sorum      | Магнус Недреготтен | Сандер Рёлвог          |                                                                  |                                                  |
| 2011—12 | Томас Лёвольд      | Томас Дуэ          | Стеффен Вальстад   | Сандер Рёлвог          |                                                                  | ЧНМ 2012                                         |

(скипы выделены полужирным шрифтом)